# Cattleya walkeriana
Cattleya walkeriana' (Walker's Cattley's) là một loài lan trong chi Cattleya. Số nhiễm sắc thể lưỡng bội của C. walkeriana 2n = 40; số nhiễm sắc thể lưỡng bội của giống C. walkeriana var. princeps L.C.Menzes là 2n = 80.